# Abyei

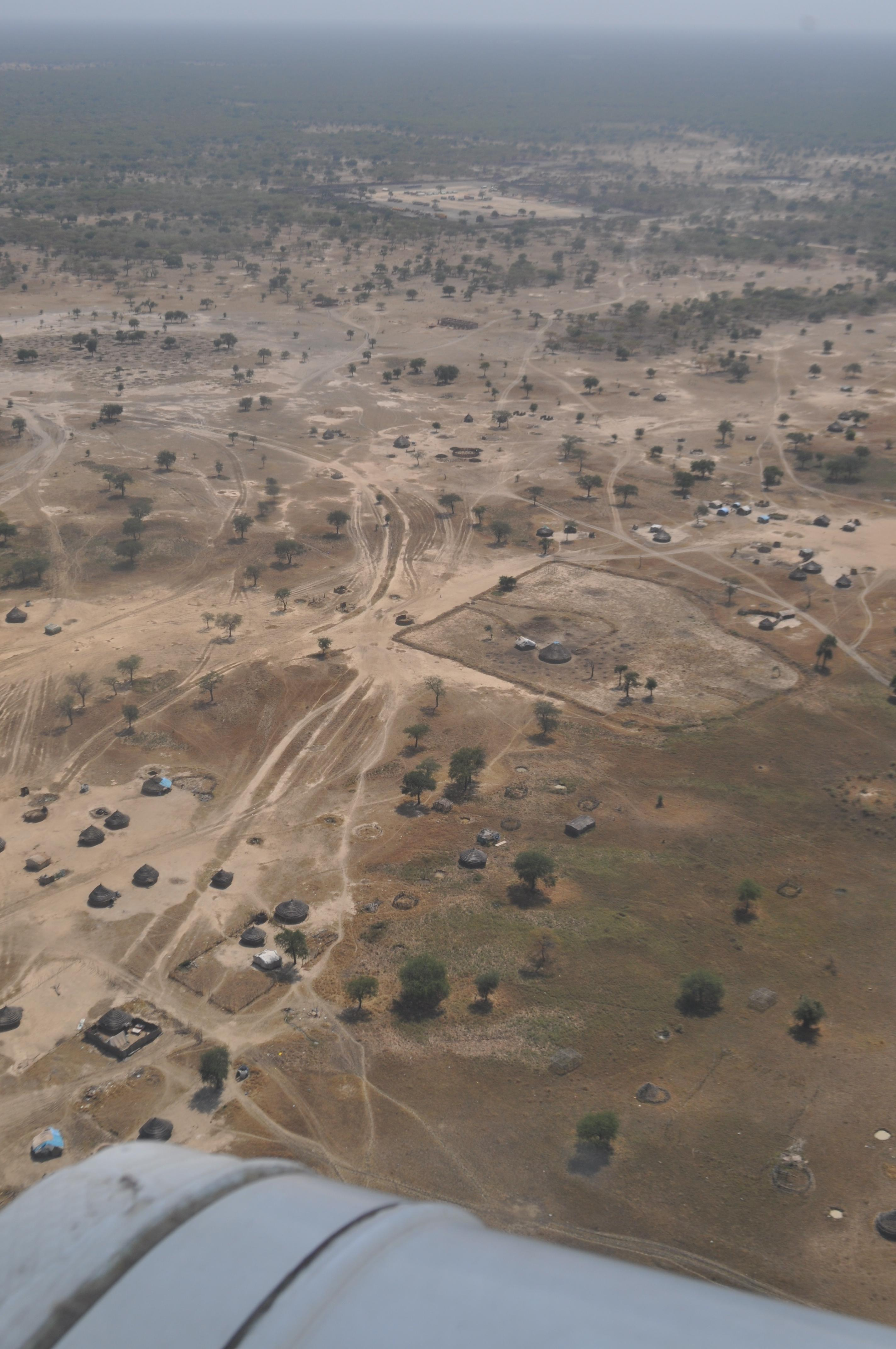
Letecký pohled na město Abyei a okolí v roce 2009.

Abyei (arabsky: أبيي, Abyēy) je město v oblasti Abyei v regionu Jižní Kordofán v jižní části Súdánu. Počet obyvatel v květnu 2011 byl asi 20 000 obyvatel.
Oblast Abyei bohatá na ropu, s městem Abyei ve svém středu, je sporné území, které vzniklo v červenci 2011 po odtržení Jižního Súdánu.
V oblasti Abyei se nacházejí i obce Adama Umm Qurayn, Agok, Al Malamm, Awolnhom, Bargnop, Dokura, Fyok, Kapu-Urnur, Lukji, Mabuk, Mading Achueng, Maker Awat, Mokwei, Umm Geren a Wontwaig.